# Дипломатическая телеграмма

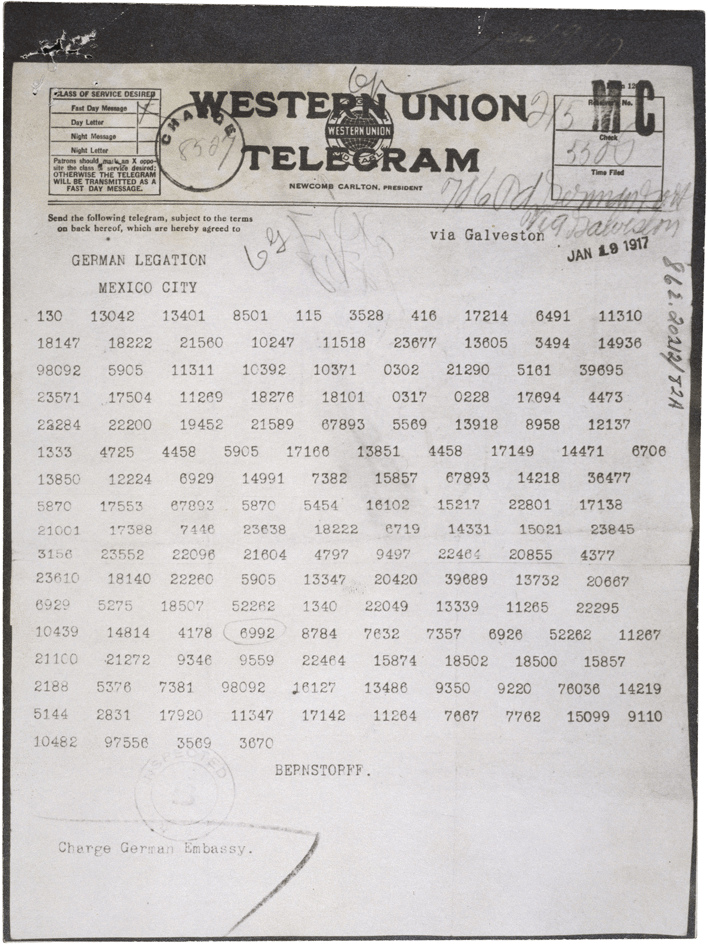
Телеграмма Циммермана. 16 января 1917, Артур Циммерман, министр иностранных дел Германской империи, отправил закодированную дипломатическую телеграмму немецкому послу, Генриху фон Эккардту, в Мексику.

Дипломатическая  телеграмма, также известная как дипломатическое сообщение или дипломатическая депеша, представляет собой засекреченные сообщения, которыми обмениваются с дипломатической миссией, как посольство, так и консульство, а также Министры иностранных дел.
Учитывая всю важность, дипломатические телеграммы имеют наивысшую степень безопасности, для того, чтобы защитить данные от беспрепятственного доступа общественности и несанкционированного перехвата иностранным правительством. Они всегда зашифрованы и часто при помощи системы с абсолютной криптографической стойкостью, для которой необходима истинно случайная последовательность (ключ), который передается через дипломатического курьера.